# Ukształtowanie powierzchni Puka

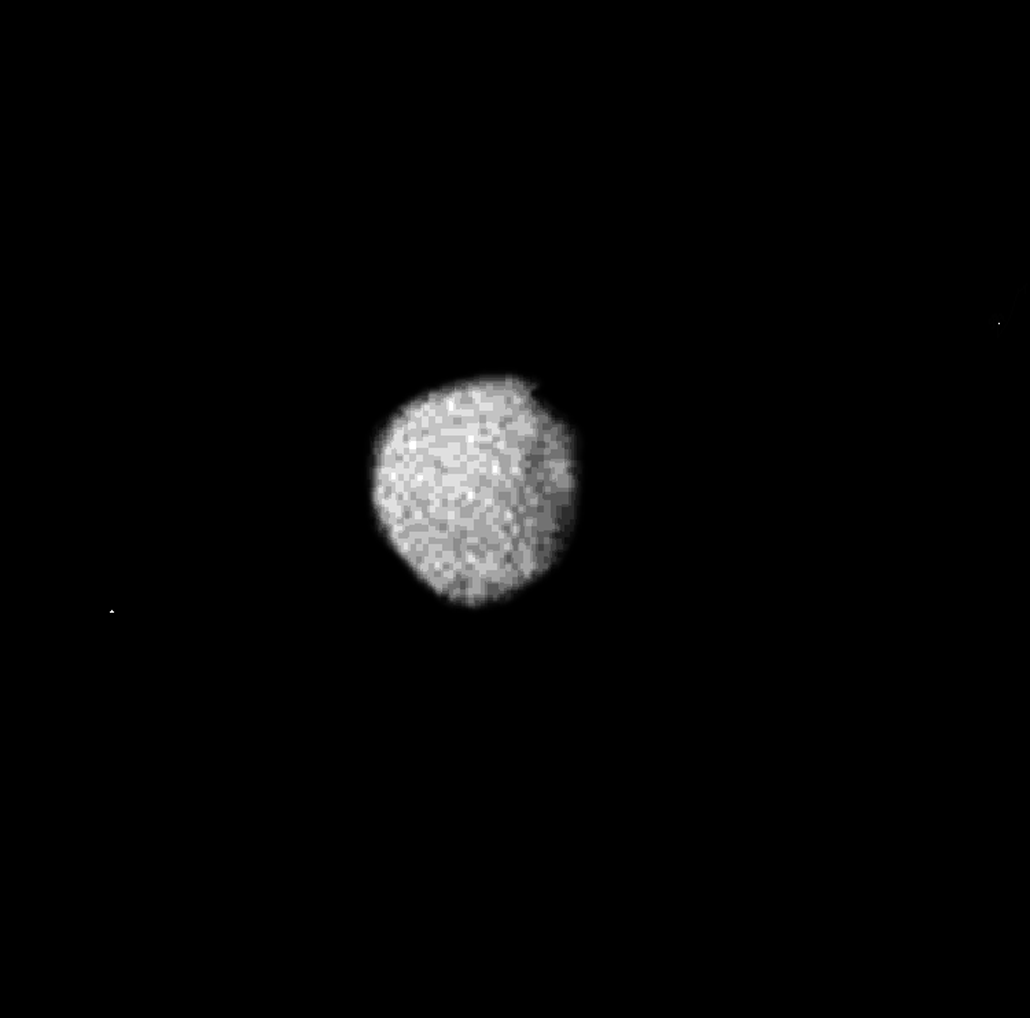
Puk (Voyager 2)

Na powierzchni Puka, księżyca Urana znajdują się 3 nazwane kratery. Ich nazwy pochodzą od złośliwych duchów w mitologiach europejskich.

## Kratery
| Krater | Pochodzenie nazwy            |
| ------ | ---------------------------- |
| Bogle  | Bogle, szkocki złośliwy duch |
| Butz   | Butz, germański zły duch     |
| Lob    | Lob, brytyjski złośliwy duch |